# André Schiliró
André Schiliró (São Paulo, 1966 (59 anos)) é um fotógrafo brasileiro.

## Biografia
Começou a trabalhar com fotografia como assistente no Estúdio Abril. Depois foi lançado como fotógrafo pela Regina Guerreiro na Revista Elle. Entre seus trabalhos mais importantes destacam-se editorias, capas e campanhas publicitárias para: Revista Vogue, Revista Mag, Revista Nova, Revista Marie Claire, Revista Joyce Pascovitch, Risqué, Assolan, Etti, Zero-Cal, Cenoura & Bronze, Besni, C&A, Riachuelo, Sawary Jeans , Bob Store, M. Officer, Coca-Cola, Brahma, Nova Schin, Kaiser, Itaú  Jequiti entre outras.
Fotografou o primeiro editorial e a primeira capa da top Gisele Bündchen além de campanhas para C&A, Banco do Brasil, Sky, Nivea, M. Officer e Vivo. Ganhou o Prêmio ABIT como o melhor fotógrafo de moda do Brasil. Ganhou o Prêmio Cool Awards de melhor fotógrafo de moda do Brasil duas vezes. Ganhou vários Prêmios Abril de Jornalismo e ganhou o Premio Quem como o melhor fotógrafo de moda.
Ele é o fotógrafo mais requisitado por Gisele Bündchen, Sabrina Sato, Claudia Leitte, Ivete Sangalo, Luciana Gimenez Xuxa e de muitas das mais belas modelos brasileiras, como Adriana Lima, Alessandra Ambrosio, Ana Beatriz Barros, Raquel Zimmermann, Isabeli Fontana, Isabel Goulart e muitas outras. Por seu estúdio já passaram atrizes como Carolina Dieckmann, Isis Valverde, Paolla Oliveira, Deborah Secco, Regina Duarte, Marieta Severo, Cléo Pires, Giovanna Antonelli, entre outras. Também os apresentadores Rodrigo Faro, Fausto Silva, Adriane Galisteu, Ana Hickman, Hebe Camargo, Luciano Huck e Ana Maria Braga.
Foi o fotógrafo responsável pelas capas de dois álbuns e um extended play da cantora brasileira Claudia Leitte, sendo eles "Claudia Leitte ao Vivo em Copacabana" (2008), "As Máscaras" (2010) e "Sette" (2014).
Em 2012 o ator Paulo Rocha recebeu convite do autor Sílvio de Abreu, e do diretor Jorge Fernando para interpretar o fotógrafo Fábio Marino, parte de um triângulo amoroso com os personagens de Mariana Ximenes e Reynaldo Gianecchini, na novela Guerra dos Sexos. Paulo Rocha fez o laboratório com André Schiliro para criar o estilo do seu personagem.
Criou e dirigiu o comercial de TV da Liv Drinks com a atriz e cantora Sophia Abraão.
Teve mais de 8 aparições como convidado no programa Fantástico, também foi convidado de programas como Caldeirão do Huck, Jornal da Globo,Hoje em Dia, Mais Você, Programa da Sabrina, Video Show entre outros.
Foi tema de reportagens e teve seu perfil destacado nas Revistas Veja, Epoca,Isto E e Quem Acontece sempre destacado como o melhor fotógrafo de moda do Brasil.
O livro sobre a carreira da modelo Gisele Bundchen tem uma pagina dupla com uma foto de André Schiliró.

## Referencias
1. ↑  Kalil, Mariana (20 de maio de 2010). «O especialista em musas». revista Época. Consultado em 22 de abril de 2015. ... concebida há dois anos pelo paulistano André Schiliró, foi projetada...
2. ↑  Apolinário, Carlos (2010). «PDL 11/2002 (Entrega de Medalha Anchieta a Luís Schiliró, pai de André)» (PDF). Câmara Municipal de São Paulo.. Consultado em 22 de abril de 2015[ligação inativa]
3. ↑  «Encarte "Claudia Leitte Ao Vivo em Copacabana"» (PDF). MusicPac. Universal Music. Consultado em 3 de dezembro de 2014. Arquivado do original (PDF) em 4 de março de 2016
4. ↑  «Falamos com a tuiteira Claudia Leitte». INFO. Consultado em 23 de agosto de 2014. Arquivado do original em 26 de agosto de 2014